# Кооп, Арнольд Викторович
Арнольд Викторович Кооп (эст. Arnold Koop; 16 июля 1922, Лужский уезд, Петроградская губерния — 21 апреля 1988, Москва) — советский государственный и политический деятель, доктор философских наук, профессор (1972), член-корреспондент АПН СССР (с 2.2.1968), академик АН Эстонской ССР (1986). Герой Социалистического Труда (1982).

## Биография
Родился 16 июля 1922 года на территории современной Псковской области (Плюсский район, д. Доброежи).
С 1938 года — на хозяйственной, общественной и политической работе. Работал на предприятиях Ленинграда.
В марте 1941 года Октябрьским РВК Ленинграда был призван на военную службу. Участник Великой Отечественной войны; служил в отряде гидрографических кораблей КБФ, 370-м стрелковом полку 343-й стрелковой дивизии. Демобилизован 25 сентября 1945 года в звании подполковника. Член ВКП(б) с 1946 года.
С 1946 года — в Тартуском уездном комитете КП(б) Эстонии, преподавал в Таллинском педагогическом институте, декан исторического факультета, ректор Таллинского педагогического института, министр высшего и среднего профессионального образования Эстонской ССР, ректор Тартуского государственного университета (1970—1988). В 1960 году защитил кандидатскую диссертацию «Внешнеполитические и экономические взаимоотношения между СССР и буржуазной Эстонией, 1919—1929 гг.».
Избирался депутатом Верховного Совета СССР 8-го, 9-го, 10-го, 11-го созывов. С 20 апреля 1967 по 18 декабря 1968 года — председатель Верховного Совета Эстонской ССР.
Указом Президиума Верховного Совета СССР от 13 сентября 1982 года присвоено звание Героя Социалистического Труда с вручением ордена Ленина и золотой медали «Серп и Молот». В 1985 году защитил докторскую диссертацию в форме научного доклада «Образование при социализме как социальная система».
Умер в 1988 году в Москве, где находился на лечении в больнице. Похоронен на кладбище Раади в Тарту.

## Награды
- Орден «Знак Почёта» (27.9.1960)
- Орден Трудового Красного Знамени (20.7.1971)
- Орден Октябрьской Революции (21.10.1977)
- Медаль «Серп и Молот» Героя Социалистического Труда и орден Ленина (13.9.1982)
- Орден Отечественной войны I степени (11.3.1985)
- медали, в том числе:
  - «За оборону Ленинграда» (1943)
  - «За отвагу» (1.5.1945)
  - «За трудовое отличие» (1.10.1965)
- Заслуженный деятель науки Эстонской ССР (1982)
- Государственная премия Эстонской ССР (1985)